# Тит (апостол від 70)
Святий Тит (? — 95, Крит) — святий, сподвижник апостола Павла, послання якого до Тита є однією з книг Нового Заповіту. Засновник Критської православної церкви

 
Святий Тит походив з поганської родини. До Христової віри навернув його, мабуть, св. апостол Павло, що називає його своїм сином. Своєю чеснотою й щирою працею він здобув собі таку прихильність св. Павла, що той покликав його на свого писаря. У 51 році взяв св. Павло Тита з собою на Собор в Єрусалимі, щоб обговорити справу зберігання Мойсейових обрядів.

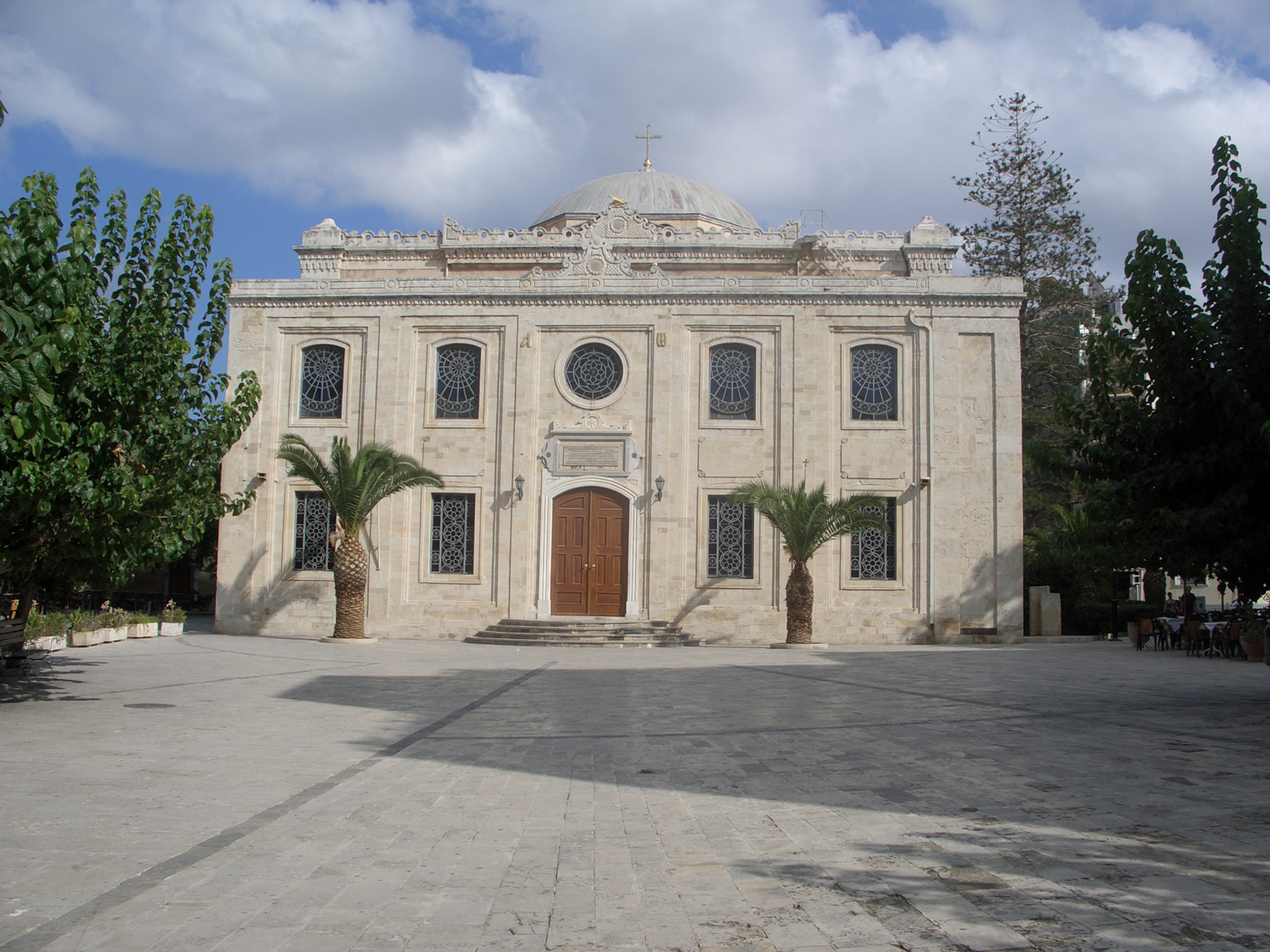
Церква Святого апостола Тита в грецькому місті Іракліон на острові Крит, першим єпископом котрого був апостол Тит.

Під кінець 56 року св. Павло вислав Тита з Ефесу до Коринту, щоб він усунув там згіршення й роздор у церковній громаді. Він добре виконав своє завдання, але не хотів прийняти від коринтян ніякого дару. Наступним разом вислав був апостол Павло Тита до Коринту, щоб позбирав милостиню для вбогих християн в Єрусалимі.
Коли св. Павло прибув з Рима на проповідування Христової віри на острів Крит, то висвятив Тита на єпископа цього острова, щоб він докінчив тут розпочате св. Павлом апостольське діло. Це знак, яке велике довіря мав св. Павло до Тита. В тому часі, коли Тит був єпископом Криту, св. Павло написав йому послання з різними духовними поученнями; в тім листі він передусім підкреслює, якими прикметами повинен визначатися єпископ і різні стани його вірних.
Пізніше мав Тит проповідувати Христову віру в Далматії, а можливо, що відвідав теж св. Павла в Римі. Вернувшись опісля на острів Крит, поширював християнство на поблизьких островах.
Закінчив своє життя на Криті в глибокій старості, приблизно 96 року.
- Пам'ять — 7 вересня